# Brian Gunning
Brian Edgar Scourse Gunning (29 de novembro de 1934) é um biólogo australiano, professor emérito da  Universidade Nacional da Austrália.
Gunning frequentou o Methodist College Belfast e estudou na Queen's University de Belfast.
Foi eleito membro da Royal Society em 1980.